# سوزي لينكس إنتربرايز
سوزي لينكس إنتربرايز سيرفر (بالإنجليزية: SUSE Linux Enterprise Server)‏ ويرمز لها اختصاراً (SLES) هي توزيعة لينكس تطورها سوزه تم تطويرها للخوادم والحواسيب الكبيرة ومحطات العمل كما يمكن تثبيتها على الحواسيب المكتبية للاختبار. يتم إطلاق إصدار رئيسي كل فترة 3-4 سنوات والإصدار الثانوي يدعى سيرفس باك ويتم إصداره كل 18 شهر.